# 本郷洋画研究所
本郷洋画研究所（ほんごうようがけんきゅうしょ）は、1912年、岡田三郎助が東京の本郷区春木町に藤島武二と設立した美術家の養成機関。後に、本郷絵画研究所と改称。美術家の年譜には、本郷美術研究所とされている場合もある。
1914年、藤島は、川端画学校洋画部で教えるようになり、岡田が中心となって指導。小貫政之助の年譜などによれば、岡田が亡くなった1939年にも入所者が存在した。
水彩画家の三浦巖の経歴によれば1942年から研究所で学んでいたこととされている。
青地秀太郎、緒方亮平、有馬三斗枝、児島善三郎、笹鹿彪、清水錬徳、山口長男、高野三三男、松下春雄、西田半峰、高畠達四郎、長谷川潔、中村研一、岡鹿之助、伊藤廉、一木万寿三、南城一夫、田村一男、難波田龍起、森芳雄、清水多嘉示、永井潔、小貫政之助、中村清太郎、杉村惇、井上三綱、中川紀元、坂田一男ら多くの洋画家を輩出した。